# Carangoides armatus
Cá khế vây dài (Danh pháp khoa học: Carangoides armatus, trước đây là Caranx armatus) là một loài cá biển trong họ cá khế Carangidae thuộc chi cá hiếu (Carangoides), trước đây là chi cá sòng (Caranx) phân bố ở vùng Đông Châu Phi, Hồng Hải, Ả rập, Ấn Độ, Srilanka, Thái Lan, Indonesia,Châu Đại Dương, Philippines, Trung Quốc, Nhật Bản. Cá nổi sống vùng ven biển. Sống trong các rạn san hô, cá nhỏ thường sống trong vùng nước ven bờ. Thức ăn chủ yếu là giáp xác và cá.

## Mô tả

### Phần đầu
Đầu dẹp bên. Chiều dài nhỏ hơn chiều cao, Sống mũi hơi gồ cao. Mép các xương nắp mang đều trơn. Chiều dài mõm hơi lớn hơn đường kính mắt. Mắt tròn, màng mỡ không phát triển. Khoảng cách hai mắt rộng gần bằng đường kính mắt. Mỗi bên 2 lỗ mũi hình bầu dục, liền nhau, lỗ mũi trước có van da nhỏ ở bờ sau. Miệng lớn, chếch, mép nằm trên đường tiếp tuyến dưới của mắt.
Hàm dưới dài hơn hàm trên. Môi dưới hẹp, môi trên rộng. Xương hàm trên kéo dài đến phía dưới giữa mắt, phần sau phình rộng, mép sau hơi lõm. Răng nhọn, hơi cong vào trong miệng, ở hàm trên răng mọc thành đai rộng, hàm dưới thành đai hẹp, ở trên xương lá mía, xương khẩu cái và lưỡi có răng nhỏ. Khe mang rộng, lược mang dẹp, cứng, màng nắp mang không liền với ức.

### Phần thân
Kích thươc thường khoảng 100-210mm, lớn nhất 550mm. Thân hình bầu dục, dẹp bên, viền lưng và viền bụng căng đều. Bắp đuôi tròn, thót nhỏ. Thân phủ vảy tròn nhỏ, phần ngực từ ức lên gốc vây ngực đến lỗ hậu môn không phủ vảy. Má và phía sau mắt và gốc trên nắp mang có phủ vảy. Hai vây lưng riệng biệt, có một gai cứng mọc ngược ở trước vây lưng thứ nhất, các tia vây phía trước của vây lưng thứ hai kéo dài hình sợi, gốc vây có vảy bẹ ôm hai bên. 

### Phần đuôi
Vây hậu môn gần đối xứng với vây lưng thứ hai, các tia vây phía trước hình sợi, gốc vây cũng có vảy bẹ ôm hai bên. Vây ngực dài, hình lưỡi liềm nhọn, chiều dài vây lớn hơn chiều dài đầu. Vây bụng nhỏ, khởi điểm hơi sau gốc vây ngực. Vây đuôi dài, xẻ thành hai thuỳ rộng. Phần lưng màu xám, phần bụng màu trắng. Cá còn nhỏ viền trên mắt có 1 vết đen, góc trên nắp mang có 1 vết đen, mép vây lưng, vây hậu môn, vây đuôi màu đen gio.